# Барановський Артем Миколайович
Арте́м Микола́йович Барано́вський (нар. 17 березня 1990, Красногорівка) — український футболіст, захисник клубу «Мічиган Старз».

## Біографія
Вихованець донецького «Металурга». В ДЮФЛ з 2003 по 2007 рік виступав за УОР (Донецьк).
Влітку 2007 року підписав свій перший контракт з новачком Другої ліги донецьким «Титаном». Дебютував у професійному футболі 16 липня 2007 року в матчі Кубка України проти «Єдності» (Плиски), в якому відіграв увесь матч, але донецький клуб програв 0:1 і вилетів зі змагань. 25 липня 2007 року дебютував у чемпіонатах України в матчі першого туру Другої ліги проти донецького «Шахтаря-3» (2:2), відігравши повний матч. А вже 29 липня, у наступному турі, забив свій перший гол у ворота харківського «Газовика-ХГВ», допомігши команді перемогти 4:1. В подальшому протягом наступних півтора сезони був основним захисником команди.
На початку 2009 року перейшов у донецький «Металург», проте до кінця 2011 року виступав виключно за молодіжну команду. У Прем'єр-лізі дебютував 24 квітня 2012 року в виїзному матчі проти «Таврії» (1:1), в якому відіграв весь матч. Через тиждень провів свій другий матч в чемпіонаті проти «Дніпра», який завершився розгромом донеччан з рахунком 0:3 і став останнім для Артема в основному складі в тому сезоні.
Починаючи з сезону 2012/13 став поступово залучатись до ігор основної команди, зігравши у 16 іграх чемпіонату, в яких забив один гол, та один матч у кубку, але основним гравцем команди так і не став.
Улітку 2015 року «Металург» оголосив себе банкрутом, вакантне місце в Прем'єр-лізі України посіла дніпродзержинська «Сталь», куди і перейшов Артем Барановський, взявши собі номер 2. У складі нової команди дебютував у грі першого туру чемпіонату України 2015/16 проти київського  «Динамо», Барановський вийшов на 72 хвилині замість Максима Каленчука, а «Сталь» в підсумку програла з рахунком (1:2). У червні 2016 року залишив кам'янський клуб.
У липні 2016 року став гравцем донецького «Олімпіка».
З початку 2017 року Артем Барановський підписав контракт із чемпіоном Таджикистану — душанбинським клубом «Істіклол», у складі якого став чемпіоном країни з футболу та фіналістом Кубка Таджикистану.

## Досягнення
- Чемпіонат Таджикистану
  -  Чемпіон (2): 2017, 2018
- Кубок Таджикистану
  -  Володар (1): 2018
- Суперкубок Таджикистану
  -  Володар (1): 2018